# ヴァフダート
ヴァフダート（Vahdat, タジク語: Ваҳдат）は、タジキスタンの都市。首都ドゥシャンベから10㎞東に位置する。この都市は過去1世紀の間に数度改名された。1936年までこの町はYangi-Bazarという名だったが、この年にグルジア人の共産党員だったグリゴリー・オルジョニキーゼにちなんでオルジョニキーゼバードと改名された。その後、タジキスタン独立後の1992年にKofarnihonと改名され、2003年に現在のヴァフダートへと改名された。
ヴァフダートにはハイル・ヴァフダートFKというタジク・リーグ1部に属するサッカークラブが本拠を置いている。